# Nikolaus Rebhan

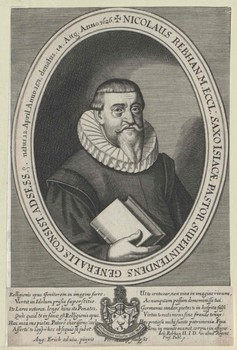
Nikolaus Rebhan

Nikolaus Rebhan (* 12. April 1571 in Heinersdorf; † 14. August 1626 in Eisenach) war ein deutscher lutherischer Theologe, Kirchenhistoriker, Generalsuperintendent in Eisenach und herzoglicher Berater.

## Leben
Geboren als Sohn eines Bauern und Müllers, dieser verstarb bereits 1574, wuchs er von der Mutter behütet und nach Kräften gefördert auf und begann 1589 ein Theologiestudium an der Universität Jena, wo er sich, um das Studium bezahlen zu können, auch als Hauslehrer bei seinem Professor Georg Mylius verdingte. Im Jahr 1595 erwarb er den Magistergrad und 1597 wurde er Adjunkt der Jenaer philosophischen Fakultät.
In Gotha trat er 1598 in den Kirchendienst ein und wurde Diaconus. Bereits 1600 wurde er zum Superintendenten in Römhild ernannt und wechselte schon 1605 nach Hildburghausen, wo er ebenfalls als Superintendent tätig war. Nach intensiven Kontakten zum herzoglichen Hof übersiedelte er 1611 in die Residenzstadt Eisenach, wo er in die Dienste Johann Ernsts eintrat und diesem als Berater für kirchenrechtliche Belange von großem Nutzen war.
Rebhan gelang es, die durch Herzogin Christine protegierten Calvinisten vom Eisenacher Hof zu verdrängen. Er forderte von der Herzogin, die streng im reformierten Sinne erzogen worden war, ein schriftliches Bekenntnis im Sinne der lutherischen Lehre, vor allem in der Abendmahlsfrage. In gleicher Weise ging Rebhan gegen Eisenacher Bürger vor, wie den Bürgermeister Johann Schilling, den Senior Paul Seidler sowie den Stadtschreiber Bernhard Purgold, die sich weigerten, ihrem Glauben untreu zu werden, und deshalb die Stadt verlassen mussten.
Neben theologischen Schriften verfasste Rebhan auch die Historia Ecclesiastica Isenacensis – eine Eisenacher Chronik in lateinischer Sprache, welche später von Christian Franz Paullini als Vorlage benutzt wurde.
Rebhan war mit der aus Coburg gebürtigen Dorothea Kellner, Tochter eines Handelsmannes, verheiratet. Von den Söhnen Rebhans wurden drei ebenfalls Theologen, darunter Kaspar (1606–1683) ebenfalls Generalsuperintendent in Eisenach; der älteste Sohn Johann (1604–1689) wurde später Professor der Rechtswissenschaften an der Universität Straßburg.
Nikolaus Rebhan starb 1626 in Eisenach als ein prominentes Opfer der Pest.

## Ehrung
Für seine Verdienste als Theologe und um die Stadtgeschichte von Eisenach wurde nach 1920 eine Straße in Eisenach, im Reformatorenvirtel nach ihm benannt. Als besondere Ehre wurde Rebhan neben dem Altar der Nikolaikirche beigesetzt, Rebhan hatte sich sehr für die Restaurierung der beim Eisenacher Pfaffensturm verwüsteten Kirche eingesetzt.